# John Herne Sanders
John Herne Sanders (* 28. Mai 1888 in Cardiff; † 17. Januar 1976) war ein britischer Autor, der in Diensten des Indian Civil Service (ICS) stand und auch unter den Pseudonymen John Anderson und Lex schrieb.
Sanders besuchte in seiner Geburtsstadt Cardiff die Intermediate School und das University College, wo er den Bachelor erlangte. Danach studierte er am Balliol College der University of Oxford und schloss 1911 mit dem Master of Arts ab. Noch im gleichen Jahr trat er dem Indian Civil Service bei und traf 1912 in Bombay ein, wo er als Assistant Collector and Magistrate tätig war. Von 1916 bis 1918 leistete er Kriegsdienst. Ab 1923 hatte er verschiedene Positionen als Judge (Richter) inne. 1929 verließ Sanders den Indian Civil Service. Er war verheiratet und hatte einen Sohn.
Ein Standardwerk ist seine Übersetzung des in Reimprosa verfassten arabischen Werkes von Ahmed Ibn Arabshah: Die Wunder des Schicksals in der Geschichte Timurs über den mongolischen Herrscher Tamerlan (1336–1405), den Begründer der Timuriden-Dynastie.

## Werke
Eigene Werke
- als John Anderson: The Lost Love, and other poems. A. H. Stockwell, London 1929.
- als Lex: India at the Cross Roads. India Publications, London 1930.
- als Lex: Sports and the Courts. 1933.

Übersetzungen
- Ahmed Ibn Arabshah: Tamerlane or Timur the Great Amir. Luzac & Co., London 1936.